# Suspect
Suspect är en brittisk kriminaldramaserie från 2022 som hade premiär på strömningstjänsten Viaplay den 20 mars 2023. Första säsongen består av åtta avsnitt. Serien är regisserad av Dries Vos. Matt Baker har svarat för seriens manus. Serien är baserad på den danska serien Forhøret som på svenska heter Förhöret. I Storbritannien sändes serien på Channel 4.

## Handling
Serien kretsar kring den erfarne detektiven Danny Frater. Han bli inkallad till bårhuset för att identifiera en kropp, som visar sig vara hans dotter Christina. Frater som inte tror att det rör sig om självmord ger sig ut på jakt efter sanningen.

## Roller i urval
- James Nesbitt - Danny Frater
- Sacha Dhawan - Jaisal
- Anne-Marie Duff - Susannah
- Sam Heughan - Ryan
- Niamh Algar - Nicola
- Richard E. Grant - Harry
- Ben Miller - Richard
- Antonia Thomas - Maia
- Joely Richardson - Jackie Sowden